# Jorge Costa
Jorge Paulo Costa Almeida (Porto, 14 ottobre 1971 – Porto, 5 agosto 2025) è stato un calciatore, allenatore di calcio e dirigente sportivo portoghese, di ruolo difensore.

## Biografia

### Morte
Il 5 agosto 2025, mentre si trovava al centro sportivo di Olival, dove si stava allenando il Porto, Jorge Costa, allora direttore sportivo del club, ha accusato un arresto cardiaco verso l'ora di pranzo; il portoghese è stato trasportato d'urgenza in ospedale, ma nonostante i tempestivi soccorsi è morto poco dopo.

## Carriera

### Giocatore

#### Club
Cresciuto nelle giovanili del Porto, Jorge Costa iniziò la sua carriera da professionista in prestito a club minori come Penafiel e Marítimo, prima di fare ritorno al Porto nel 1992. Per il decennio successivo militò nei dragões, diventando un giocatore simbolo del club: fino al 2002 vinse otto campionati portoghesi (di cui cinque consecutivi dal 1995 al 1999), cinque coppe nazionali e otto Supercoppe di Lega.
Dopo un breve prestito al Charlton nel 2002, con cui collezionò 24 presenze, tornò a Porto ottenendo i primi successi internazionali: la Coppa UEFA nel 2003 e la Champions League nel 2004, queste due affermazioni sotto la guida di José Mourinho, e la Coppa Intercontinentale 2004. Nel 2005 lasciò il Porto, con un bottino di 16 reti in 251 incontri di Primeira Liga. L'anno successivo chiuse la sua carriera nel club belga dello Standard Liegi, dove segnò due reti in venti partite del campionato belga 2005-2006.

#### Nazionale
Con il Portogallo esordì nel 1993, collezionando 50 presenze e 2 reti fino al 2002: fece parte della lista dei convocati per il campionato d'Europa 2000 e il campionato del mondo 2002.

## Statistiche

### Statistiche da allenatore
Statistiche aggiornate al 3 maggio 2025; in grassetto le competizioni vinte.
| Stagione            | Squadra            | Campionato         | Campionato | Campionato | Campionato | Campionato | Coppe nazionali | Coppe nazionali | Coppe nazionali | Coppe nazionali | Coppe nazionali | Coppe continentali | Coppe continentali | Coppe continentali | Coppe continentali | Coppe continentali | Altre coppe | Altre coppe | Altre coppe | Altre coppe | Altre coppe | Totale | Totale | Totale | Totale | % Vittorie | Piazzamento      |
| Stagione            | Squadra            | Comp               | G          | V          | N          | P          | Comp            | G               | V               | N               | P               | Comp               | G                  | V                  | N                  | P                  | Comp        | G           | V           | N           | P           | G      | V      | N      | P      | %          | Piazzamento      |
| ------------------- | ------------------ | ------------------ | ---------- | ---------- | ---------- | ---------- | --------------- | --------------- | --------------- | --------------- | --------------- | ------------------ | ------------------ | ------------------ | ------------------ | ------------------ | ----------- | ----------- | ----------- | ----------- | ----------- | ------ | ------ | ------ | ------ | ---------- | ---------------- |
| feb.-mag. 2007      | Braga              | PL                 | 11         | 5          | 4          | 2          | CP              | 2               | 1               | 0               | 1               | CU                 | 3                  | 1                  | 0                  | 2                  | -           | -           | -           | -           | -           | 16     | 7      | 4      | 5      | 43,75      | Sub. 4°          |
| ago.-ott. 2007      | Braga              | PL                 | 8          | 3          | 2          | 3          | CP+CdL          | 0+1             | 0+0             | 0+0             | 0+1             | CU                 | 3                  | 1                  | 1                  | 1                  | -           | -           | -           | -           | -           | 12     | 4      | 3      | 5      | 33,33      | Eson.            |
| Totale Braga        | Totale Braga       | Totale Braga       | 19         | 8          | 6          | 5          |                 | 3               | 1               | 0               | 2               |                    | 6                  | 2                  | 1                  | 3                  |             | -           | -           | -           | -           | 28     | 11     | 7      | 10     | 39,29      |                  |
| 2008-2009           | Olhanense          | SL                 | 30         | 18         | 4          | 8          | CP+CdL          | 2+7             | 1+2             | 1+1             | 0+4             | -                  | -                  | -                  | -                  | -                  | -           | -           | -           | -           | -           | 39     | 21     | 6      | 12     | 53,85      | 1° (prom.)       |
| 2009-2010           | Olhanense          | PL                 | 30         | 5          | 14         | 11         | CP+CdL          | 1+2             | 0+0             | 1+0             | 0+2             | -                  | -                  | -                  | -                  | -                  | -           | -           | -           | -           | -           | 33     | 5      | 15     | 13     | 15,15      | 5º               |
| Totale Olhanense    | Totale Olhanense   | Totale Olhanense   | 60         | 23         | 18         | 19         |                 | 12              | 3               | 3               | 6               |                    | -                  | -                  | -                  | -                  |             | -           | -           | -           | -           | 72     | 26     | 21     | 25     | 36,11      |                  |
| ago.-dic. 2010      | Académica          | PL                 | 14         | 5          | 3          | 6          | CP+CdL          | 2+2             | 2+0             | 0+2             | 0+0             | -                  | -                  | -                  | -                  | -                  | -           | -           | -           | -           | -           | 18     | 7      | 5      | 6      | 38,89      | Dimis.           |
| 2011-apr. 2012      | CFR Cluj           | LI                 | 25         | 15         | 6          | 4          | CR              | 1               | 0               | 0               | 1               | -                  | -                  | -                  | -                  | -                  | -           | -           | -           | -           | -           | 26     | 15     | 6      | 5      | 57,69      | Eson.            |
| ott. 2012-2013      | AEL Limassol       | A                  | 26         | 15         | 7          | 4          | CC              | 7               | 4               | 1               | 2               | UEL                | 4                  | 1                  | 0                  | 3                  | -           | -           | -           | -           | -           | 37     | 20     | 8      | 9      | 54,05      | Sub. 5°          |
| 2013-feb. 2014      | Anorthōsis         | A                  | 20         | 11         | 4          | 5          | CC              | 3               | 0               | 2               | 1               | -                  | -                  | -                  | -                  | -                  | -           | -           | -           | -           | -           | 23     | 11     | 6      | 6      | 47,83      | Resc. cons.      |
| mar.-mag. 2014      | Paços Ferreira     | PL                 | 9+2        | 3+1        | 1+1        | 5+0        | CP+CdL          | -               | -               | -               | -               | -                  | -                  | -                  | -                  | -                  | -           | -           | -           | -           | -           | 11     | 4      | 2      | 5      | 36,36      | Sub. 15°         |
| mag.-giu. 2017      | Sfaxien            | CLP-1              | 1          | 1          | 0          | 0          | CT              | -               | -               | -               | -               | CCAF               | 2                  | 1                  | 0                  | 1                  | -           | -           | -           | -           | -           | 3      | 2      | 0      | 1      | 66,67      | Sub. 4°          |
| lug.-set. 2017      | Arouca             | SL                 | 6          | 1          | 3          | 2          | CP+CdL          | 0+2             | 0+0             | 0+1             | 0+1             | -                  | -                  | -                  | -                  | -                  | -           | -           | -           | -           | -           | 8      | 1      | 4      | 3      | 12,50      | Dimis.           |
| nov. 2017-2018      | Tours              | L2                 | 23         | 4          | 6          | 13         | CF+CdL          | 3+1             | 2+0             | 1+0             | 0+1             | -                  | -                  | -                  | -                  | -                  | -           | -           | -           | -           | -           | 27     | 6      | 7      | 14     | 22,22      | Sub. 20° (retr.) |
| 2018-2019           | Mumbai City        | ISL                | 18+2       | 9+1        | 3+0        | 6+1        | CI              | 1               | 0               | 0               | 1               | -                  | -                  | -                  | -                  | -                  | -           | -           | -           | -           | -           | 21     | 10     | 3      | 8      | 47,62      | 4º               |
| 2019-2020           | Mumbai City        | ISL                | 18         | 7          | 5          | 6          | -               | -               | -               | -               | -               | -                  | -                  | -                  | -                  | -                  | -           | -           | -           | -           | -           | 18     | 7      | 5      | 6      | 38,89      | 5º               |
| Totale Mumbai City  | Totale Mumbai City | Totale Mumbai City | 38         | 17         | 8          | 13         |                 | 1               | 0               | 0               | 1               |                    | -                  | -                  | -                  | -                  |             | -           | -           | -           | -           | 39     | 17     | 8      | 14     | 43,59      |                  |
| ott. 2020-gen. 2021 | Gaz Metan Mediaș   | LI                 | 15         | 5          | 3          | 7          | CR              | 1               | 1               | 0               | 0               | -                  | -                  | -                  | -                  | -                  | -           | -           | -           | -           | -           | 16     | 6      | 3      | 7      | 37,50      | Sub. eson.       |
| feb.-mag. 2021      | Farense            | PL                 | 19         | 4          | 7          | 8          | CP              | -               | -               | -               | -               | -                  | -                  | -                  | -                  | -                  | -           | -           | -           | -           | -           | 19     | 4      | 7      | 8      | 21,05      | Sub. 17°         |
| lug.-ago. 2021      | Farense            | SL                 | 4          | 0          | 1          | 3          | CP+CdL          | 0+2             | 0+1             | 0+1             | 0+0             | -                  | -                  | -                  | -                  | -                  | -           | -           | -           | -           | -           | 6      | 1      | 2      | 3      | 16,67      | Eson.            |
| Totale Farense      | Totale Farense     | Totale Farense     | 23         | 4          | 8          | 11         |                 | 2               | 1               | 1               | 0               |                    | -                  | -                  | -                  | -                  |             | -           | -           | -           | -           | 25     | 5      | 9      | 11     | 20,00      |                  |
| feb.-apr. 2022      | Sfaxien            | CLP-1              | 5          | 1          | 2          | 2          | CT              | -               | -               | -               | -               | CCAF               | 6                  | 1                  | 2                  | 3                  | -           | -           | -           | -           | -           | 11     | 2      | 4      | 5      | 18,18      | Sub. Dimis.      |
| Totale Sfaxien      | Totale Sfaxien     | Totale Sfaxien     | 6          | 2          | 2          | 2          |                 | -               | -               | -               | -               |                    | 8                  | 2                  | 2                  | 4                  |             | -           | -           | -           | -           | 14     | 4      | 4      | 6      | 28,57      |                  |
| set. 2022-apr. 2023 | Académico de Viseu | SL                 | 23         | 13         | 7          | 3          | CP+CdL          | 5+6             | 4+3             | 0+2             | 1+1             | -                  | -                  | -                  | -                  | -                  | -           | -           | -           | -           | -           | 34     | 20     | 9      | 5      | 58,82      | Sub. resc. cons. |
| 2023-2024           | AVS                | SL                 | 34+2       | 20+2       | 4+0        | 10+0       | CP+CdL          | 2+4             | 1+1             | 0+1             | 1+2             | -                  | -                  | -                  | -                  | -                  | -           | -           | -           | -           | -           | 42     | 24     | 5      | 13     | 57,14      | 3° (prom.)       |
| Totale carriera     | Totale carriera    | Totale carriera    | 345        | 149        | 87         | 109        |                 | 57              | 23              | 14              | 20              |                    | 18                 | 5                  | 3                  | 10                 |             | -           | -           | -           | -           | 420    | 177    | 104    | 139    | 42,14      |                  |

## Palmarès

### Giocatore

#### Club

##### Competizioni nazionali
- Campionato portoghese: 8

Porto: 1992-1993, 1994-1995, 1995-1996, 1996-1997, 1997-1998, 1998-1999, 2002-2003, 2003-2004
- Supercoppa di Portogallo: 8

Porto: 1993, 1994, 1996, 1998, 1999, 2001, 2003, 2004
- Coppa del Portogallo: 5

Porto: 1993-1994, 1997-1998, 1999-2000, 2000-2001, 2002-2003

##### Competizioni internazionali
- Coppa UEFA: 1

Porto: 2002-2003
- UEFA Champions League: 1

Porto: 2003-2004
- Coppa Intercontinentale: 1

Porto: 2004

#### Nazionale
- Campionato mondiale Under-20: 1

Portogallo 1991

### Allenatore

#### Club

##### Competizioni nazionali
- Segunda Liga: 1

Olhanense: 2008-2009